# Bohumil Přikryl
Bohumil Přikryl ( 20. října 1893 Bystřice pod Hostýnem – 24. března 1965 Praha) byl český nakladatelský pracovník a legionář.

## Život
Vystudoval architekturu na Českém vysokém učení technickém v Praze. Během první světové války bojoval jako legionář na ruské frontě. Po návratu do Prahy se v roce 1919 stal jednatelem Svazu československých legionářů. O dva roky později založil Svaz socialistických legionářů a byl redaktorem svazového časopisu. Roku 1929 vydal Sibiřské drama, dílo, které polemizovalo s divadelní hrou Rudolfa Medka Plukovník Švec. V letech 1933–1938 působil jako předseda Ligy pro lidská práva v ČSR. Během druhé světové války (v letech 1942–1945) byl vězněn v koncentračním táboře. Po roce 1945 se stal ředitelem legionářského nakladatelství a tiskárny Čin. V závěru života pracoval jako překladatel.
V roce 1992 mu byl udělen Řád T. G. Masaryka IV. třídy in memoriam.
Jeho manželkou byla překladatelka a filmová herečka Marie Přikrylová (1894–1968), jeho nevlastním synem, kterého adoptoval, byl filmový režisér Vladimír Čech (vlastním jménem Přikryl, 1914–1992).